# Lista de países no Festival Eurovisão da Canção

Mapa a mostrar as estreias por décadas

O Festival Eurovisão da Canção é um evento anual organizado pela UER, a União Europeia de Radiodifusão. O evento reúne os membros da União, numa competição musical, emitida em direto e em simultâneo em todos os países participantes. Desde 1956, o festival (mais conhecido como Eurovisão), é realizado todos os anos, à exceção de 2020, devido à pandemia da COVID-19. O número de países participantes tem vindo a crescer à medida do tempo, passando de sete para cerca de 40 no século XXI. Atravessando as décadas, o festival evoluiu, adaptou-se e reinventou-se, acompanhando os desenvolvimentos históricos e políticos.
No total, cinquenta e dois países já participaram no festival e entre eles, vinte e sete venceram. Esses países, todos membros da UER, estão repartidos em quatro continentes: Europa, Ásia, África e Oceânia.

## Participantes
Marrocos participou no festival uma vez, em 1980. O Luxemburgo, um dos sete participantes originais, retirou-se em 1993 e regressou em 2024, 31 anos depois. A Itália retirou-se do festival em 1997 e regressou em 2011. A Eslováquia já competiu três vezes entre 1994 e 1998, nunca se qualificou para a final, mas voltou em 2009 e retirando-se em 2012. O Mónaco regressou ao festival em 2004, depois de mais de duas décadas fora do mesmo. No entanto, o país nunca se conseguiu qualificar para a final, e retirou-se após o festival de 2006.
A Bielorrússia e a Rússia foram suspensas, respetivamente, em 2021 e 2022. A primeira, devido à natureza política da canção que iria representar o país na edição de 2021, e pelo cada vez maior controlo político da emissora estatal BTRC. A segunda, devido à invasão russa da Ucrânia, de 2022, e a retirada das emissoras estatais VGTRK e Piervy Kanal.
A Jugoslávia e a Sérvia e Montenegro foram dissolvidas em 1991 e 2006, respetivamente. A Sérvia e Montenegro participou no festival de 1992 como a República Federal da Jugoslávia, que consistia apenas nas duas repúblicas. Montenegro e Sérvia competem como países separados desde 2007.
Devido ao cancelamento do Festival Eurovisão da Canção 2020, as participações previstas para essa edição não são incluídas neste artigo, assim como as canções que não se qualificaram nas rondas eliminatórias de 1993 e 1996.
Legenda
     Retirou-se – Países que participaram no passado mas se retiraram.
     Inelegível – Países que participaram no passado mas deixaram de ser membros da UER.
     Antigo – Países antigos que foram dissolvidos.
| País                 | Emissora(s)        | Primeira participação | Última participação | Participações | Finais | Última final | Vitórias |
| -------------------- | ------------------ | --------------------- | ------------------- | ------------- | ------ | ------------ | -------- |
| Albânia              | RTSH               | 2004                  | 2025                | 21            | 12     | 2025         | 0        |
| Alemanha             | ARD (NDR)          | 1956                  | 2025                | 68            | 68     | 2025         | 2        |
| Andorra              | RTVA               | 2004                  | 2009                | 6             | 0      | N/A          | 0        |
| Arménia              | AMPTV              | 2006                  | 2025                | 17            | 14     | 2025         | 0        |
| Austrália            | SBS                | 2015                  | 2025                | 10            | 7      | 2023         | 0        |
| Áustria              | ORF                | 1957                  | 2025                | 57            | 50     | 2025         | 3        |
| Azerbaijão           | İTV                | 2008                  | 2025                | 17            | 13     | 2022         | 1        |
| Bélgica              | VRT/RTBF           | 1956                  | 2025                | 66            | 54     | 2023         | 1        |
| Bielorrússia         | BTRC               | 2004                  | 2019                | 16            | 6      | 2019         | 0        |
| Bósnia e Herzegovina | BHRT               | 1993                  | 2016                | 19            | 18     | 2012         | 0        |
| Bulgária             | BNT                | 2005                  | 2022                | 14            | 5      | 2021         | 0        |
| Chéquia              | ČT                 | 2007                  | 2025                | 13            | 5      | 2023         | 0        |
| Chipre               | CyBC               | 1981                  | 2025                | 41            | 33     | 2024         | 0        |
| Croácia              | HRT                | 1993                  | 2025                | 30            | 20     | 2024         | 0        |
| Dinamarca            | DR                 | 1957                  | 2025                | 53            | 45     | 2025         | 3        |
| Eslováquia           | RTVS               | 1994                  | 2012                | 7             | 3      | 1998         | 0        |
| Eslovénia            | RTV SLO            | 1993                  | 2025                | 30            | 17     | 2024         | 0        |
| Espanha              | TVE                | 1961                  | 2025                | 64            | 64     | 2025         | 2        |
| Estónia              | ERR                | 1994                  | 2025                | 30            | 20     | 2025         | 1        |
| Finlândia            | Yle                | 1961                  | 2025                | 58            | 50     | 2025         | 1        |
| França               | France Télévisions | 1956                  | 2025                | 67            | 67     | 2025         | 5        |
| Geórgia              | GPB                | 2007                  | 2025                | 17            | 8      | 2024         | 0        |
| Grécia               | ERT                | 1974                  | 2025                | 45            | 42     | 2025         | 1        |
| Hungria              | MTVA               | 1994                  | 2019                | 17            | 14     | 2018         | 0        |
| Irlanda              | RTÉ                | 1965                  | 2025                | 58            | 46     | 2024         | 7        |
| Islândia             | RÚV                | 1986                  | 2025                | 37            | 28     | 2025         | 0        |
| Israel               | IPBC               | 1973                  | 2025                | 47            | 40     | 2025         | 4        |
| Itália               | RAI                | 1956                  | 2025                | 50            | 50     | 2025         | 3        |
| Iugoslávia           | JRT                | 1961                  | 1992                | 27            | 27     | 1992         | 1        |
| Letónia              | LTV                | 2000                  | 2025                | 25            | 12     | 2025         | 1        |
| Lituânia             | LRT                | 1994                  | 2025                | 25            | 18     | 2025         | 0        |
| Luxemburgo           | CLT                | 1956                  | 2025                | 39            | 39     | 2025         | 5        |
| Macedónia do Norte   | MKRTV              | 1998                  | 2022                | 21            | 9      | 2019         | 0        |
| Malta                | PBS                | 1971                  | 2025                | 37            | 27     | 2025         | 0        |
| Marrocos             | SNRT               | 1980                  | 1980                | 1             | 1      | 1980         | 0        |
| Moldávia             | TRM                | 2005                  | 2024                | 19            | 13     | 2023         | 0        |
| Mónaco               | TMC                | 1959                  | 2006                | 24            | 21     | 1979         | 1        |
| Montenegro           | RTCG               | 2007                  | 2025                | 13            | 2      | 2015         | 0        |
| Noruega              | NRK                | 1960                  | 2025                | 63            | 60     | 2025         | 3        |
| Países Baixos        | AVROTROS           | 1956                  | 2025                | 65            | 55     | 2025         | 5        |
| Polónia              | TVP                | 1994                  | 2025                | 27            | 17     | 2025         | 0        |
| Portugal             | RTP                | 1964                  | 2025                | 56            | 47     | 2025         | 1        |
| Reino Unido          | BBC                | 1957                  | 2025                | 67            | 67     | 2025         | 5        |
| Roménia              | TVR                | 1994                  | 2023                | 24            | 19     | 2022         | 0        |
| Rússia               | RTR/C1R            | 1994                  | 2021                | 23            | 22     | 2021         | 1        |
| San Marino           | SMRTV              | 2008                  | 2025                | 15            | 4      | 2025         | 0        |
| Sérvia               | RTS                | 2007                  | 2025                | 17            | 13     | 2024         | 1        |
| Sérvia e Montenegro  | UJRT               | 2004                  | 2005                | 2             | 2      | 2005         | 0        |
| Suécia               | SVT                | 1958                  | 2025                | 64            | 63     | 2025         | 7        |
| Suíça                | SRG SSR            | 1956                  | 2025                | 65            | 54     | 2025         | 3        |
| Turquia              | TRT                | 1975                  | 2012                | 34            | 33     | 2012         | 1        |
| Ucrânia              | UA:PBC             | 2003                  | 2025                | 20            | 20     | 2025         | 3        |

### Outros membros da UER
Os seguintes países têm emissoras membros da União Europeia de Radiodifusão, mas que nunca participaram:
- Argélia – EPTV, ENRS, TDA
- Checoslováquia – ČST (1991–1992, dissolvido)
- Egito – ERTU
- Jordânia – JRTV
- Líbano – TL
- Líbia – LJBC (1974–2011),  LNC (2011–presente)
- Tunísia – RTT
- Vaticano – RV

Argélia, Egito, Jordânia, Líbano, Líbia e Tunísia têm emissoras que são membros da União Europeia de Radiodifusão e da União de Radiodifusão dos Estados Árabes (ASBU). Embora pudessem participar, acredita-se que se recusam a fazê-lo devido à participação de Israel. No entanto, a Tunísia e o Líbano tentaram competir em 1977 e 2005, respetivamente. A Cidade do Vaticano poderia participar através da sua emissora-membro Rádio Vaticano (RV), que também foi membro fundador da UER, embora a RV apenas transmita eventos papais e a população seja inferior a 900 – a grande maioria dos quais são clérigos. Após a dissolução da Checoslováquia em 1993, a Chéquia e a Eslováquia estrearam-se como Estados independentes em 1994 e 2007, respetivamente.

#### Escócia
A 18 de dezembro de 2018, foi anunciado que a filial gaélica escocesa da BBC, BBC Alba, iria participar no Coro da Eurovisão em 2019, que foi realizado em Gotemburgo, na Suécia. Esta foi a primeira vez que a Escócia competiu separadamente do Reino Unido num evento da Eurovisão.
O Scottish Media Group (STV) é membro de pleno direito da UER. A sua participação no Festival Eurovisão da Canção em representação da Escócia, tal como noutros eventos da Eurovisão, só poderá acontecer se a BBC renunciar ao seu direito de representar o Reino Unido como um todo.

#### Líbano
O Líbano nunca participou no Festival Eurovisão da Canção. A organização de transmissão do país, Télé Liban, foi escolhida para fazer a estreia do país no Festival Eurovisão da Canção 2005 com a música "Quand tout s'enfuit", interpretada por Aline Lahoud, mas retirou-se devido às leis do Líbano, impedindo a transmissão de conteúdo israelita.

#### País de Gales
Na década de 1960, o falecido cantor, académico e escritor galês Meredydd Evans propôs que o País de Gales tivesse a sua própria participação no Festival Eurovisão da Canção. Em 1969, Cân i Gymru foi lançado pela BBC Cymru Wales como programa de seleção para o concurso, com músicas a serem interpretadas em galês. No entanto, foi decidido que a BBC continuaria a ser responsável pelas participações para todo o Reino Unido. Apesar disso, Cân i Gymru tem sido transmitido todos os anos desde então, com exceção de 1973. A canção vencedora participa do Pan Celtic Festival, na Irlanda.
O País de Gales apareceu como um país independente noutra produção da UER, Jogos sem Fronteiras, e a emissora nacional galesa Sianel Pedwar Cymru (S4C), que é membro pleno da UER, foi incentivada a participar no Festival Eurovisão da Canção Júnior, onde fez sua estreia em 2018, terminando em último lugar. O País de Gales participou do Coro da Eurovisão 2017, onde terminou em segundo lugar. O país também é elegível para participar no concurso de música em línguas minoritárias Liet Internacional. Em maio de 2024, foi iniciada uma campanha pela gravadora Coco & Cwtsh – com a qual Sara Davies, vencedora do Cân i Gymru 2024, assinou – para que o País de Gales participasse do Festival Eurovisão da Canção; no entanto, tal como noutros eventos da Eurovisão, isto só poderá acontecer se a BBC renunciar ao seu direito de representar o Reino Unido como um todo.

#### Tunísia
A Tunísia nunca participou no Festival Eurovisão da Canção, mas teve perto de o fazer. Em 1977, a Tunísia estava incluída na lista dos países participantes e iria atuar na 4ª posição. Contudo, a Tunísia retirou-se, o que se acreditar ter sido devido à participação israelita. Em 2007, a ERTT esclareceu que não participaria no concurso num futuro próximo devido a solicitações governamentais.

## Países participantes por décadas

#### Anos 1950
| 1956– 1959    | 1956– 1959 | 1956– 1959 | 1956– 1959 | 1956– 1959 |
| País          | 1956       | 1957       | 1958       | 1959       |
| ------------- | ---------- | ---------- | ---------- | ---------- |
| Áustria       |            | X          | X          | X          |
| Bélgica       | X          | X          | X          | X          |
| Dinamarca     |            | X          | X          | X          |
| França        | X          | X          | X          | X          |
| Alemanha      | X          | X          | X          | X          |
| Itália        | X          | X          | X          | X          |
| Luxemburgo    | X          | X          | X          |            |
| Mónaco        |            |            |            | X          |
| Países Baixos | X          | X          | X          | X          |
| Suécia        |            |            | X          | X          |
| Suíça         | X          | X          | X          | X          |
| Reino Unido   |            | X          |            | X          |

#### Anos 1960
| 1960 – 1969   | 1960 – 1969 | 1960 – 1969 | 1960 – 1969 | 1960 – 1969 | 1960 – 1969 | 1960 – 1969 | 1960 – 1969 | 1960 – 1969 | 1960 – 1969 | 1960 – 1969 |
| País          | 1960        | 1961        | 1962        | 1963        | 1964        | 1965        | 1966        | 1967        | 1968        | 1969        |
| ------------- | ----------- | ----------- | ----------- | ----------- | ----------- | ----------- | ----------- | ----------- | ----------- | ----------- |
| Áustria       | X           | X           | X           | X           | X           | X           | X           | X           | X           |             |
| Bélgica       | X           | X           | X           | X           | X           | X           | X           | X           | X           | X           |
| Dinamarca     | X           | X           | X           | X           | X           | X           | X           |             |             |             |
| Finlândia     |             | X           | X           | X           | X           | X           | X           | X           | X           | X           |
| França        | X           | X           | X           | X           | X           | X           | X           | X           | X           | X           |
| Alemanha      | X           | X           | X           | X           | X           | X           | X           | X           | X           | X           |
| Irlanda       |             |             |             |             |             | X           | X           | X           | X           | X           |
| Itália        | X           | X           | X           | X           | X           | X           | X           | X           | X           | X           |
| Luxemburgo    | X           | X           | X           | X           | X           | X           | X           | X           | X           | X           |
| Mónaco        | X           | X           | X           | X           | X           | X           | X           | X           | X           | X           |
| Países Baixos | X           | X           | X           | X           | X           | X           | X           | X           | X           | X           |
| Noruega       | X           | X           | X           | X           | X           | X           | X           | X           | X           | X           |
| Portugal      |             |             |             |             | X           | X           | X           | X           | X           | X           |
| Espanha       |             | X           | X           | X           | X           | X           | X           | X           | X           | X           |
| Suécia        | X           | X           | X           | X           |             | X           | X           | X           | X           | X           |
| Suíça         | X           | X           | X           | X           | X           | X           | X           | X           | X           | X           |
| Reino Unido   | X           | X           | X           | X           | X           | X           | X           | X           | X           | X           |
| Iugoslávia    |             | X           | X           | X           | X           | X           | X           | X           | X           | X           |

#### Anos 1970
| 1970 – 1979   | 1970 – 1979 | 1970 – 1979 | 1970 – 1979 | 1970 – 1979 | 1970 – 1979 | 1970 – 1979 | 1970 – 1979 | 1970 – 1979 | 1970 – 1979 | 1970 – 1979 |
| País          | 1970        | 1971        | 1972        | 1973        | 1974        | 1975        | 1976        | 1977        | 1978        | 1979        |
| ------------- | ----------- | ----------- | ----------- | ----------- | ----------- | ----------- | ----------- | ----------- | ----------- | ----------- |
| Áustria       |             | X           | X           |             |             |             | X           | X           | X           | X           |
| Bélgica       | X           | X           | X           | X           | X           | X           | X           | X           | X           | X           |
| Dinamarca     |             |             |             |             |             |             |             |             | X           | X           |
| Finlândia     |             | X           | X           | X           | X           | X           | X           | X           | X           | X           |
| França        | X           | X           | X           | X           | X           | X           | X           | X           | X           | X           |
| Alemanha      | X           | X           | X           | X           | X           | X           | X           | X           | X           | X           |
| Grécia        |             |             |             |             | X           |             | X           | X           | X           | X           |
| Irlanda       | X           | X           | X           | X           | X           | X           | X           | X           | X           | X           |
| Israel        |             |             |             | X           | X           | X           | X           | X           | X           | X           |
| Itália        | X           | X           | X           | X           | X           | X           | X           | X           | X           | X           |
| Luxemburgo    | X           | X           | X           | X           | X           | X           | X           | X           | X           | X           |
| Malta         |             | X           | X           | X           | X           | X           | X           |             |             |             |
| Mónaco        | X           | X           | X           | X           | X           | X           | X           | X           | X           | X           |
| Países Baixos | X           | X           | X           | X           | X           | X           | X           | X           | X           | X           |
| Noruega       |             | X           | X           | X           | X           | X           | X           | X           | X           | X           |
| Portugal      |             | X           | X           | X           | X           | X           | X           | X           | X           | X           |
| Espanha       | X           | X           | X           | X           | X           | X           | X           | X           | X           | X           |
| Suécia        |             | X           | X           | X           | X           | X           |             | X           | X           | X           |
| Suíça         | X           | X           | X           | X           | X           | X           | X           | X           | X           | X           |
| Turquia       |             |             |             |             |             | X           |             |             | X           | X           |
| Reino Unido   | X           | X           | X           | X           | X           | X           | X           | X           | X           | X           |
| Iugoslávia    | X           | X           | X           | X           | X           | X           | X           |             |             |             |

#### Anos 1980
| 1980 – 1989   | 1980 – 1989 | 1980 – 1989 | 1980 – 1989 | 1980 – 1989 | 1980 – 1989 | 1980 – 1989 | 1980 – 1989 | 1980 – 1989 | 1980 – 1989 | 1980 – 1989 |
| País          | 1980        | 1981        | 1982        | 1983        | 1984        | 1985        | 1986        | 1987        | 1988        | 1989        |
| ------------- | ----------- | ----------- | ----------- | ----------- | ----------- | ----------- | ----------- | ----------- | ----------- | ----------- |
| Áustria       | X           | X           | X           | X           | X           | X           | X           | X           | X           | X           |
| Bélgica       | X           | X           | X           | X           | X           | X           | X           | X           | X           | X           |
| Chipre        |             | X           | X           | X           | X           | X           | X           | X           | X           | X           |
| Dinamarca     | X           | X           | X           | X           | X           | X           | X           | X           | X           | X           |
| Finlândia     | X           | X           | X           | X           | X           | X           | X           | X           | X           | X           |
| França        | X           | X           |             | X           | X           | X           | X           | X           | X           | X           |
| Alemanha      | X           | X           | X           | X           | X           | X           | X           | X           | X           | X           |
| Grécia        | X           | X           | X           | X           |             | X           | X           | X           | X           | X           |
| Islândia      |             |             |             |             |             |             | X           | X           | X           | X           |
| Irlanda       | X           | X           | X           |             | X           | X           | X           | X           | X           | X           |
| Israel        | X           | X           | X           | X           | X           | X           | X           | X           | X           | X           |
| Itália        | X           |             |             | X           | X           | X           |             | X           | X           | X           |
| Luxemburgo    | X           | X           | X           | X           | X           | X           | X           | X           | X           | X           |
| Marrocos      | X           |             |             |             |             |             |             |             |             |             |
| Países Baixos | X           | X           | X           | X           | X           |             | X           | X           | X           | X           |
| Noruega       | X           | X           | X           | X           | X           | X           | X           | X           | X           | X           |
| Portugal      | X           | X           | X           | X           | X           | X           | X           | X           | X           | X           |
| Espanha       | X           | X           | X           | X           | X           | X           | X           | X           | X           | X           |
| Suécia        | X           | X           | X           | X           | X           | X           | X           | X           | X           | X           |
| Suíça         | X           | X           | X           | X           | X           | X           | X           | X           | X           | X           |
| Turquia       | X           | X           | X           | X           | X           | X           | X           | X           | X           | X           |
| Reino Unido   | X           | X           | X           | X           | X           | X           | X           | X           | X           | X           |
| Iugoslávia    |             | X           | X           | X           | X           | X           | X           | X           | X           | X           |

#### Anos 1990
| 1990 – 1999                | 1990 – 1999 | 1990 – 1999 | 1990 – 1999 | 1990 – 1999 | 1990 – 1999 | 1990 – 1999 | 1990 – 1999 | 1990 – 1999 | 1990 – 1999 | 1990 – 1999 |
| País                       | 1990        | 1991        | 1992        | 1993        | 1994        | 1995        | 1996        | 1997        | 1998        | 1999        |
| -------------------------- | ----------- | ----------- | ----------- | ----------- | ----------- | ----------- | ----------- | ----------- | ----------- | ----------- |
| Áustria                    | X           | X           | X           | X           | X           | X           | X           | X           |             | X           |
| Bélgica                    | X           | X           | X           | X           |             | X           | X           |             | X           | X           |
| Bósnia e Herzegovina       |             |             |             | X           | X           | X           | X           | X           |             | X           |
| Croácia                    |             |             |             | X           | X           | X           | X           | X           | X           | X           |
| Chipre                     | X           | X           | X           | X           | X           | X           | X           | X           | X           | X           |
| Dinamarca                  | X           | X           | X           | X           |             | X           | X           | X           |             | X           |
| Estónia                    |             |             |             | X           | X           |             | X           | X           | X           | X           |
| Finlândia                  | X           | X           | X           | X           | X           |             | X           |             | X           |             |
| França                     | X           | X           | X           | X           | X           | X           | X           | X           | X           | X           |
| Alemanha                   | X           | X           | X           | X           | X           | X           | X           | X           | X           | X           |
| Grécia                     | X           | X           | X           | X           | X           | X           | X           | X           | X           |             |
| Hungria                    |             |             |             | X           | X           | X           | X           | X           | X           |             |
| Islândia                   | X           | X           | X           | X           | X           | X           | X           | X           |             | X           |
| Irlanda                    | X           | X           | X           | X           | X           | X           | X           | X           | X           | X           |
| Israel                     | X           | X           | X           | X           |             | X           | X           |             | X           | X           |
| Itália                     | X           | X           | X           | X           |             |             |             | X           |             |             |
| Lituânia                   |             |             |             |             | X           |             |             |             |             | X           |
| Luxemburgo                 | X           | X           | X           | X           |             |             |             |             |             |             |
| Macedónia do Norte         |             |             |             |             |             |             | X           |             | X           |             |
| Malta                      | X           | X           | X           | X           | X           | X           | X           | X           | X           | X           |
| Países Baixos              | X           |             | X           | X           | X           |             | X           | X           | X           | X           |
| Noruega                    | X           | X           | X           | X           | X           | X           | X           | X           | X           | X           |
| Polónia                    |             |             |             |             | X           | X           | X           | X           | X           | X           |
| Portugal                   | X           | X           | X           | X           | X           | X           | X           | X           | X           | X           |
| Roménia                    |             |             |             | X           | X           |             | X           |             | X           |             |
| Rússia                     |             |             |             |             | X           | X           | X           | X           |             |             |
| Eslováquia                 |             |             |             | X           | X           |             | X           |             | X           |             |
| Eslovénia                  |             |             |             | X           |             | X           | X           | X           | X           | X           |
| Espanha                    | X           | X           | X           | X           | X           | X           | X           | X           | X           | X           |
| Suécia                     | X           | X           | X           | X           | X           | X           | X           | X           | X           | X           |
| Suíça                      | X           | X           | X           | X           | X           |             | X           | X           | X           |             |
| Turquia                    | X           | X           | X           | X           |             | X           | X           | X           | X           | X           |
| Reino Unido                | X           | X           | X           | X           | X           | X           | X           | X           | X           | X           |
| Iugoslávia R.F. Iugoslávia | X           | X           | X           |             |             |             |             |             |             |             |

#### Anos 2000
| 2000 –2009           | 2000 –2009 | 2000 –2009 | 2000 –2009 | 2000 –2009 | 2000 –2009 | 2000 –2009 | 2000 –2009 | 2000 –2009 | 2000 –2009 | 2000 –2009 |
| País                 | 2000       | 2001       | 2002       | 2003       | 2004       | 2005       | 2006       | 2007       | 2008       | 2009       |
| -------------------- | ---------- | ---------- | ---------- | ---------- | ---------- | ---------- | ---------- | ---------- | ---------- | ---------- |
| Albânia              |            |            |            |            | X          | X          | X          | X          | X          | X          |
| Andorra              |            |            |            |            | X          | X          | X          | X          | X          | X          |
| Arménia              |            |            |            |            |            |            | X          | X          | X          | X          |
| Áustria              | X          |            | X          | X          | X          | X          |            | X          |            |            |
| Azerbaijão           |            |            |            |            |            |            |            |            | X          | X          |
| Bielorrússia         |            |            |            |            | X          | X          | X          | X          | X          | X          |
| Bélgica              | X          |            | X          | X          | X          | X          | X          | X          | X          | X          |
| Bósnia e Herzegovina |            | X          | X          | X          | X          | X          | X          | X          | X          | X          |
| Bulgária             |            |            |            |            |            | X          | X          | X          | X          | X          |
| Croácia              | X          | X          | X          | X          | X          | X          | X          | X          | X          | X          |
| Chipre               | X          |            | X          | X          | X          | X          | X          | X          | X          | X          |
| Chéquia              |            |            |            |            |            |            |            | X          | X          | X          |
| Dinamarca            | X          | X          | X          |            | X          | X          | X          | X          | X          | X          |
| Estónia              | X          | X          | X          | X          | X          | X          | X          | X          | X          | X          |
| Finlândia            | X          |            | X          |            | X          | X          | X          | X          | X          | X          |
| França               | X          | X          | X          | X          | X          | X          | X          | X          | X          | X          |
| Geórgia              |            |            |            |            |            |            |            | X          | X          | X          |
| Alemanha             | X          | X          | X          | X          | X          | X          | X          | X          | X          | X          |
| Grécia               |            | X          | X          | X          | X          | X          | X          | X          | X          | X          |
| Hungria              |            |            |            |            |            | X          |            | X          | X          | X          |
| Islândia             | X          | X          |            | X          | X          | X          | X          | X          | X          | X          |
| Irlanda              | X          | X          |            | X          | X          | X          | X          | X          | X          | X          |
| Israel               | X          | X          | X          | X          | X          | X          | X          | X          | X          | X          |
| Letónia              | X          | X          | X          | X          | X          | X          | X          | X          | X          | X          |
| Lituânia             |            | X          | X          |            | X          | X          | X          | X          | X          | X          |
| Macedónia do Norte   | X          |            | X          |            | X          | X          | X          | X          | X          | X          |
| Malta                | X          | X          | X          | X          | X          | X          | X          | X          | X          | X          |
| Moldávia             |            |            |            |            |            | X          | X          | X          | X          | X          |
| Mónaco               |            |            |            |            | X          | X          | X          |            |            |            |
| Montenegro           |            |            |            |            |            |            |            | X          | X          | X          |
| Países Baixos        | X          | X          |            | X          | X          | X          | X          | X          | X          | X          |
| Noruega              | X          | X          |            | X          | X          | X          | X          | X          | X          | X          |
| Polónia              |            | X          |            | X          | X          | X          | X          | X          | X          | X          |
| Portugal             |            | X          |            | X          | X          | X          | X          | X          | X          | X          |
| Roménia              | X          |            | X          | X          | X          | X          | X          | X          | X          | X          |
| Rússia               | X          | X          | X          | X          | X          | X          | X          | X          | X          | X          |
| San Marino           |            |            |            |            |            |            |            |            | X          |            |
| Sérvia               |            |            |            |            |            |            |            | X          | X          | X          |
| Sérvia e Montenegro  |            |            |            |            | X          | X          | X          |            |            |            |
| Eslováquia           |            |            |            |            |            |            |            |            |            | X          |
| Eslovénia            |            | X          | X          | X          | X          | X          | X          | X          | X          | X          |
| Espanha              | X          | X          | X          | X          | X          | X          | X          | X          | X          | X          |
| Suécia               | X          | X          | X          | X          | X          | X          | X          | X          | X          | X          |
| Suíça                | X          |            | X          |            | X          | X          | X          | X          | X          | X          |
| Turquia              | X          | X          | X          | X          | X          | X          | X          | X          | X          | X          |
| Ucrânia              |            |            |            | X          | X          | X          | X          | X          | X          | X          |
| Reino Unido          | X          | X          | X          | X          | X          | X          | X          | X          | X          | X          |

#### Anos 2010
| 2010 – 2019          | 2010 – 2019 | 2010 – 2019 | 2010 – 2019 | 2010 – 2019 | 2010 – 2019 | 2010 – 2019 | 2010 – 2019 | 2010 – 2019 | 2010 – 2019 | 2010 – 2019 |
| País                 | 2010        | 2011        | 2012        | 2013        | 2014        | 2015        | 2016        | 2017        | 2018        | 2019        |
| -------------------- | ----------- | ----------- | ----------- | ----------- | ----------- | ----------- | ----------- | ----------- | ----------- | ----------- |
| Albânia              | X           | X           | X           | X           | X           | X           | X           | X           | X           | X           |
| Arménia              | X           | X           | X           | X           | X           | X           | X           | X           | X           | X           |
| Austrália            |             |             |             |             |             | X           | X           | X           | X           | X           |
| Áustria              |             | X           | X           | X           | X           | X           | X           | X           | X           | X           |
| Azerbaijão           | X           | X           | X           | X           | X           | X           | X           | X           | X           | X           |
| Bielorrússia         | X           | X           | X           | X           | X           | X           | X           | X           | X           | X           |
| Bélgica              | X           | X           | X           | X           | X           | X           | X           | X           | X           | X           |
| Bósnia e Herzegovina | X           | X           | X           |             |             |             | X           |             |             |             |
| Bulgária             | X           | X           | X           | X           |             |             | X           | X           | X           |             |
| Croácia              | X           | X           | X           | X           |             |             | X           | X           | X           | X           |
| Chipre               | X           | X           | X           | X           |             | X           | X           | X           | X           | X           |
| Chéquia              |             |             |             |             |             | X           | X           | X           | X           | X           |
| Dinamarca            | X           | X           | X           | X           | X           | X           | X           | X           | X           | X           |
| Estónia              | X           | X           | X           | X           | X           | X           | X           | X           | X           | X           |
| Finlândia            | X           | X           | X           | X           | X           | X           | X           | X           | X           | X           |
| França               | X           | X           | X           | X           | X           | X           | X           | X           | X           | X           |
| Geórgia              | X           | X           | X           | X           | X           | X           | X           | X           | X           | X           |
| Alemanha             | X           | X           | X           | X           | X           | X           | X           | X           | X           | X           |
| Grécia               | X           | X           | X           | X           | X           | X           | X           | X           | X           | X           |
| Hungria              |             | X           | X           | X           | X           | X           | X           | X           | X           | X           |
| Islândia             | X           | X           | X           | X           | X           | X           | X           | X           | X           | X           |
| Irlanda              | X           | X           | X           | X           | X           | X           | X           | X           | X           | X           |
| Israel               | X           | X           | X           | X           | X           | X           | X           | X           | X           | X           |
| Itália               |             | X           | X           | X           | X           | X           | X           | X           | X           | X           |
| Letónia              | X           | X           | X           | X           | X           | X           | X           | X           | X           | X           |
| Lituânia             | X           | X           | X           | X           | X           | X           | X           | X           | X           | X           |
| Malta                | X           | X           | X           | X           | X           | X           | X           | X           | X           | X           |
| Moldávia             | X           | X           | X           | X           | X           | X           | X           | X           | X           | X           |
| Montenegro           |             |             | X           | X           | X           | X           | X           | X           | X           | X           |
| Países Baixos        | X           | X           | X           | X           | X           | X           | X           | X           | X           | X           |
| Macedónia do Norte   | X           | X           | X           | X           | X           | X           | X           | X           | X           | X           |
| Noruega              | X           | X           | X           | X           | X           | X           | X           | X           | X           | X           |
| Polónia              | X           | X           |             |             | X           | X           | X           | X           | X           | X           |
| Portugal             | X           | X           | X           |             | X           | X           |             | X           | X           | X           |
| Roménia              | X           | X           | X           | X           | X           | X           | X           | X           | X           | X           |
| Rússia               | X           | X           | X           | X           | X           | X           | X           | X           | X           | X           |
| San Marino           |             | X           | X           | X           | X           | X           | X           | X           | X           | X           |
| Sérvia               | X           | X           | X           | X           |             | X           | X           | X           | X           | X           |
| Eslováquia           | X           | X           | X           |             |             |             |             |             |             |             |
| Eslovénia            | X           | X           | X           | X           | X           | X           | X           | X           | X           | X           |
| Espanha              | X           | X           | X           | X           | X           | X           | X           | X           | X           | X           |
| Suécia               | X           | X           | X           | X           | X           | X           | X           | X           | X           | X           |
| Suíça                | X           | X           | X           | X           | X           | X           | X           | X           | X           | X           |
| Turquia              | X           | X           | X           |             |             |             |             |             |             |             |
| Ucrânia              | X           | X           | X           | X           | X           |             | X           | X           | X           | X           |
| Reino Unido          | X           | X           | X           | X           | X           | X           | X           | X           | X           | X           |

#### Anos 2020
| 2020 – 2025        | 2020 – 2025 | 2020 – 2025 | 2020 – 2025 | 2020 – 2025 | 2020 – 2025 | 2020 – 2025 |
| País               | 2020        | 2021        | 2022        | 2023        | 2024        | 2025        |
| ------------------ | ----------- | ----------- | ----------- | ----------- | ----------- | ----------- |
| Albânia            | C           | X           | X           | X           | X           | X           |
| Arménia            | C           |             | X           | X           | X           | X           |
| Austrália          | C           | X           | X           | X           | X           | X           |
| Áustria            | C           | X           | X           | X           | X           | X           |
| Azerbaijão         | C           | X           | X           | X           | X           | X           |
| Bielorrússia       | C           | X           |             |             |             |             |
| Bélgica            | C           | X           | X           | X           | X           | X           |
| Bulgária           | C           | X           | X           |             |             |             |
| Croácia            | C           | X           | X           | X           | X           | X           |
| Chipre             | C           | X           | X           | X           | X           | X           |
| Chéquia            | C           | X           | X           | X           | X           | X           |
| Dinamarca          | C           | X           | X           | X           | X           | X           |
| Estónia            | C           | X           | X           | X           | X           | X           |
| Finlândia          | C           | X           | X           | X           | X           | X           |
| França             | C           | X           | X           | X           | X           | X           |
| Geórgia            | C           | X           | X           | X           | X           | X           |
| Alemanha           | C           | X           | X           | X           | X           | X           |
| Grécia             | C           | X           | X           | X           | X           | X           |
| Islândia           | C           | X           | X           | X           | X           | X           |
| Irlanda            | C           | X           | X           | X           | X           | X           |
| Israel             | C           | X           | X           | X           | X           | X           |
| Itália             | C           | X           | X           | X           | X           | X           |
| Letónia            | C           | X           | X           | X           | X           | X           |
| Lituânia           | C           | X           | X           | X           | X           | X           |
| Luxemburgo         |             |             |             |             | X           | X           |
| Malta              | C           | X           | X           | X           | X           | X           |
| Moldávia           | C           | X           | X           | X           | X           |             |
| Montenegro         |             |             | X           |             |             | X           |
| Países Baixos      | C           | X           | X           | X           | X           | X           |
| Macedónia do Norte | C           | X           | X           |             |             |             |
| Noruega            | C           | X           | X           | X           | X           | X           |
| Polónia            | C           | X           | X           | X           | X           | X           |
| Portugal           | C           | X           | X           | X           | X           | X           |
| Roménia            | C           | X           | X           | X           |             |             |
| Rússia             | C           | X           |             |             |             |             |
| San Marino         | C           | X           | X           | X           | X           | X           |
| Sérvia             | C           | X           | X           | X           | X           | X           |
| Eslovénia          | C           | X           | X           | X           | X           | X           |
| Espanha            | C           | X           | X           | X           | X           | X           |
| Suécia             | C           | X           | X           | X           | X           | X           |
| Suíça              | C           | X           | X           | X           | X           | X           |
| Ucrânia            | C           | X           | X           | X           | X           | X           |
| Reino Unido        | C           | X           | X           | X           | X           | X           |

## Tentativas frustradas de participar
Várias tentativas de participar no Festival Eurovisão da Canção não tiveram sucesso. Para que os radio difusores participem, eles devem ser membros da UER e registar a sua intenção de entrar na competição até ao prazo especificado nos regulamentos do evento desse ano. Cada emissora participante paga uma taxa pela organização do festival. Se um país desistir do festival após o prazo, ele ainda terá que pagar essas taxas e também sofrerá uma multa ou uma proibição temporária.

### Catalunha
Desde 2013, a Televisão da Catalunha preenche as condições para ser um membro ativo da UER. De acordo com os Artigos 3.3 e 3.4 dos Estatutos e Anexos 2 e 5 dos Critérios de Admissão, a Televisão da Catalunha é uma emissora europeia de serviço público de um país membro da União Internacional de Telecomunicações (Espanha) e "caráter nacional", porque representa e cobre completamente uma comunidade política e cultural específica (Catalunha) de um Estado multilingue (Espanha). A este respeito, a Televisão da Catalunha solicitou no verão de 2017 a adesão à Assembleia Geral da UER em Dublin. A UER resolverá o aplicativo catalão no início de 2019 e a RTVE poderá vetar a sua entrada nessa organização.

### Cazaquistão
O Cazaquistão ainda não participou no Festival Eurovisão da Canção. O Cazaquistão está a negociar para se juntar à União Europeia de Radiodifusão. A empresa estatal de televisão (K-1) espera obter uma adesão da UER pendente ou aprovada desde 2008. Se isso acontecer, eles podem ser elegíveis para competir no Festival Eurovisão da Canção. No entanto, eles transmitiram o Festival Eurovisão da Canção 2010 em diante. No entanto, de acordo com a UER, nenhuma emissora cazaque já se candidatou formalmente para se juntar à UER.
A 18 de dezembro de 2015, foi anunciado que a Khabar Agency, um importante meio de comunicação no Cazaquistão, havia sido aceita na UER como membro associado, mas ainda não era elegível para participar no festival sob as regras atuais. Apenas os países que fazem parte da Área Europeia de Radiodifusão são elegíveis para participar, sendo a Austrália a única exceção depois de ser um membro associado por mais de 30 anos.
A 22 de dezembro de 2017, o Canal 31 anunciou que planeia estrear no festival de 2019, devido à sua recém-chegada à UER.
Eles estrearam-se no Festival Eurovisão da Canção Júnior 2018, ficando em sexto lugar. A30 de julho de 2018, a UER declarou que a decisão de convidar o Cazaquistão foi feita exclusivamente pelo grupo de referência Junior Eurovision, e não havia planos atuais para convidar membros associados além da Austrália.
A 22 de novembro de 2018, Jon Ola Sand disse numa conferência de imprensa que "precisamos de discutir se podemos convidar o nosso membro associado, o Cazaquistão, para participar no Festival Eurovisão da Canção no futuro, mas isso é parte de uma discussão mais ampla na UER e eu espero que possamos voltar a vocês sobre esta questão mais tarde ". No entanto, pouco depois ele esclareceu que não teria uma entrada na edição de 2019.

#### Comentadores e porta-vozes
| Ano(s) | Televisão           | Televisão           | Televisão      | Ref.          |
| Ano(s) | Principal           | Secundário          | Estação        | Ref.          |
| ------ | ------------------- | ------------------- | -------------- | ------------- |
| 2010   | Desconhecido        | Desconhecido        | Desconhecido   | [ 28 ]        |
| 2011   | Não transmitiu      | Não transmitiu      | Não transmitiu |               |
| 2012   | Kaldybek Zhaysanbay | Norberg Makhambetov | Arna Media     | [ 29 ]        |
| 2013   | Kaldybek Zhaysanbay | Roman Raifeld       | Arna Media     | [ 30 ]        |
| 2014   | Kaldybek Zhaysanbay | Diana Snegina       | Khabar Agency  | [ 31 ]        |
| 2015   | Kaldybek Zhaysanbay | Diana Snegina       | Khabar Agency  |               |
| 2016   | Kaldybek Zhaysanbay | Diana Snegina       | Khabar Agency  | [ 32 ]        |
| 2017   | Kaldybek Zhaysanbay | Diana Snegina       | Khabar Agency  | [ 33 ]        |
| 2018   | Kaldybek Zhaysanbay | Diana Snegina       | Khabar Agency  | [ 34 ]        |
| 2019   | Kaldybek Zhaysanbay | Mahabbat Esen       | Khabar Agency  | [ 35 ]        |
| 2021   | Kaldybek Zhaysanbay | Mahabbat Esen       | Khabar Agency  | [ 36 ] [ 37 ] |
| 2022   | Não transmitiu      | Não transmitiu      | Não transmitiu |               |
| 2023   | Não transmitiu      | Não transmitiu      | Não transmitiu |               |
| 2024   | Não transmitiu      | Não transmitiu      | Não transmitiu |               |

### China
A China chegou a transmitir o Festival Eurovisão da Canção em 2015 e a televisão provincial chinesa Hunan Television confirmou o seu interesse em participar no Festival Eurovisão da Canção 2016. A UER respondeu dizendo "estamos abertos e constantemente à procura de novos elementos em cada Festival Eurovisão da Canção ". No entanto, A 3 de junho de 2015, a UER negou a participação da China como convidado ou participante total em 2016.
Durante a retransmissão chinesa da primeira semi-final em 2018 na Mango TV, as interpretações da Albânia e da Irlanda foram editadas no resumo das 19 entradas. A Albânia foi ignorada devido à proibição dos artistas de mostrarem tatuagens na televisão, a lei entrou em vigor em janeiro de 2018, enquanto a Irlanda foi censurada por causa da representação de um casal homossexual em palco . Além disso, a bandeira LGBT e as tatuagens noutros artistas também foram borradas. Como resultado, a UER acabou a sua parceria com a Mango TV, afirmando que a censura "não reflete os valores de universalidade e inclusão da UER e a sua orgulhosa tradição de celebrar a diversidade através da música". , o que levou à proibição da transmissão televisiva da segunda semi-final e final no país. Um porta-voz da empresa-mãe da emissora, a Hunan TV, disse que "não estava ciente" das edições feitas no programa.

### Ilhas Faroé
Desde 2010, a emissora nacional das Ilhas Faroé, Kringvarp Føroya (KVF), tem tentado se tornar um membro da UER e, portanto, participar de forma independente no Festival Eurovisão da Canção. No entanto, a KVF não se pode tornar um membro da UER porque as ilhas são parte do Reino da Dinamarca e são determinadas pela unidade do reino.
No final de 2018, a emissora nacional das Ilhas Faroé, Kringvarp Føroya, manifestou um interesse renovado em aderir à União Europeia de Radiodifusão e participar no Festival Eurovisão da Canção. Segundo a emissora, eles não estão excluídos pela regra de que apenas nações independentes podem participar. Como resultado, a emissora das Ilhas Faroé iniciou discussões internas sobre o pedido de adesão da UER, a participação no Festival Eurovisão da Canção e até a organização de uma final nacional semelhante ao Grande Prémio Melodi Dansk.

### Gibraltar
Desde 2006, a emissora nacional de Gibraltar, Gibraltar Broadcasting Corporation (GBC), tem tentado se tornar um membro da UER e, portanto, participar de forma independente no Festival Eurovisão da Canção. No entanto, a GBC não se pode tornar um membro da UER porque os Territórios Britânicos Ultramarinos não são independentes do Reino Unido. Gibraltar transmitiu o Festival Eurovisão da Canção 2008 e a final da edição de 2006.

### Gronelândia
Desde 2011, a emissora nacional Kalaallit Nunaata Radioa (KNR) tem tentado se tornar um membro da UER e participar independentemente no Festival Eurovisão da Canção. No entanto, a KNR não se pode tornar membro da UER porque o país autónomo não é independente do Reino da Dinamarca. A Gronelândia transmitiu o Festival Eurovisão da Canção 2011 em diferido. A 4 de maio de 2017, foi anunciado que a Gronelândia transmitiria a final do festival de 2017 em diferido.

### Kosovo
O Kosovo nunca participou no Festival Eurovisão da Canção por conta própria, mas o festival tem uma longa história no país que o difunde desde 1961, e após o início da administração da ONU no Kosovo, a emissora pública Kosovo RTK foi licenciada de forma independente pela UER para transmitir todos os três espetáculos. Apesar de não ter participado no festival de música, o Kosovo participou no Festival Eurovisão de Jovens Dançarinos 2011.
A RTK pode candidatar-se formalmente para se tornar membro da UER, quando o Kosovo se tornar membro da União Internacional de Telecomunicações, conforme definido pelas regras da UER. A UER votará a adesão plena da emissora Kosovar em junho de 2019, possivelmente permitindo que o país inicie em 2020, ou num futuro próximo depois disso.

#### Comentadores e porta-vozes
| Ano(s) | Televisão                      | Televisão      | Ref.          |
| Ano(s) | Comentador(es)                 | Estação        | Ref.          |
| ------ | ------------------------------ | -------------- | ------------- |
| 2010   | Desconhecido                   | Desconhecido   | [ 28 ]        |
| 2011   | Não transmitiu                 | Não transmitiu |               |
| 2012   | Não transmitiu                 | Não transmitiu |               |
| 2013   | Não transmitiu                 | Não transmitiu |               |
| 2014   | Não transmitiu                 | Não transmitiu |               |
| 2015   | Não transmitiu                 | Não transmitiu |               |
| 2016   | Desconhecido                   | RTK            | [ 52 ]        |
| 2017   | Alma Bektashi & Agron Krasniqi | RTK            | [ 53 ]        |
| 2018   | Alma Bektashi & Agron Krasniqi | RTK            | [ 54 ]        |
| 2019   | Alma Bektashi & Agron Krasniqi | RTK            | [ 55 ]        |
| 2021   | Desconhecido                   | RTK            | [ 56 ]        |
| 2022   | Desconhecido                   | RTK            | [ 57 ] [ 58 ] |
| 2023   | Jeta Çitaku & Ylber Asllanaj   | RTK            | [ 59 ]        |
| 2024   | Agron Krasniqi & Egzona Rafuna | RTK            | [ 60 ]        |

### Liechtenstein
O Liechtenstein nunca participou no Festival Eurovisão da Canção, mas o festival tem uma longa história dentro do país, com pelo menos uma tentativa de participação sendo feita pelo principado.
Os cidadãos do Liechtenstein tiveram a oportunidade de assistir ao festival na televisão suíça, austríaca ou alemã. O país fez tentativas de participar no festival no passado: em 1976, uma candidatura de Liechtenstein foi selecionada para competir no festival - Biggi Bachman e "Little Cowboy" teriam sido a primeira entrada do país se houvesse uma emissora nacional, mas como não havia nenhuma no país, a inscrição foi rejeitada.
A 15 de agosto de 2008, a 1FLTV, licenciada pelo governo de Liechtenstein, tornou-se a primeira emissora baseada em Liechtenstein. Isso permitiria ao país começar a competir no Festival Eurovisão da Canção pela primeira vez, caso decidisse ingressar na UER, um pré-requisito para entrar no concurso. Logo após a sua fundação, no entanto, a emissora anunciou que não estava interessada em se juntar à UER ou à Eurovisão naquela época porque não tinha orçamento para filiação.
A 9 de agosto de 2022, a diretora-gerente da 1FLTV, Sandra Woldt, confirmou que a emissora não pretende se candidatar à adesão à UER, descartando indefinidamente uma estreia no Festival Eurovisão da Canção.

### Qatar
A Qatar Radio (QR) é atualmente membro associado da União Europeia de Radiodifusão (UER), enquanto todos os países concorrentes do Festival Eurovisão da Canção devem ser membros ativos da União. A emissora revelou pela primeira vez a 12 de maio de 2009 que eles estavam interessados em se tornarem membros ativos da União, o que permitiria à nação competir no festival. A Qatar Radio declarou que eles esperavam se juntar à Eurovisão até 2011. O Qatar se envolveu no festival pela primeira vez na edição de 2009, onde a emissora enviou uma delegação para o concurso e transmitiu um programa de rádio semanal chamado '12pointsqatar' dedicado à Eurovisão, que recebeu respostas favoráveis e deu início a um maior envolvimento do Qatar na Eurovisão. A Qatar Radio disse que eles sentem que gostariam de se juntar a todos os outros competidores no concurso, incluindo Israel se o Qatar for membro.
O Qatar é obrigado a ter uma emissora que tenha pelo menos uma afiliação à UER para ter a oportunidade de participar, já que a Rádio do Catar é apenas uma estação de rádio e o Qatar está fora da Área Europeia de Transmissão e não pode se candidatar a ser membro do Conselho da Europa. , com a Austrália sendo a única exceção depois de ser um membro associado por mais de 30 anos. A emissora provavelmente seria a Qatar Television (QTV), também administrada pela Corporação Geral de Televisão e Transmissão do Qatar (QGBTC). Se a Rádio do Catar for aceite também, eles poderão transmitir o festival ao lado da transmissão televisiva.

## Transmissão em países não-participantes
O certame tem sido transmitido em vários países que não participam, como os Estados Unidos, a China, entre outros, sendo que, atualmente, é transmitido a nível mundial através do site oficial eurovision.tv.
| País                   | Emissora                                       | Anos                                       |
| ---------------------- | ---------------------------------------------- | ------------------------------------------ |
| Afeganistão            | Desconhecido                                   | 1971                                       |
| Argélia                | Radiodiffusion Télévision Algérienne           | 1974, 1976–1978                            |
| Argentina              | Desconhecido                                   | 1971                                       |
| Brasil                 | Rede Tupi                                      | 1969–1972                                  |
| Canadá                 | TVFQ 99                                        | 1983                                       |
| Canadá                 | Radio-Canada                                   | 1988                                       |
| Canadá                 | TV5 Québec Canada                              | 1989, 1991, 2000                           |
| Canadá                 | Desconhecido                                   | 1990, 1998                                 |
| Canadá                 | OutTV                                          | 2014–2015                                  |
| Canadá                 | OMNI Television                                | 2019–2021                                  |
| Cazaquistão            | Khabar Agency                                  | 2013–2021                                  |
| Chile                  | Canal 9                                        | 1969                                       |
| Chile                  | Televisión Nacional de Chile                   | 1970                                       |
| Chile                  | Canal 13                                       | 2023                                       |
| Chile                  | Zapping                                        | 2024                                       |
| China                  | Desconhecido                                   | 1990                                       |
| China                  | CCTV                                           | 2011–2013 (finais)                         |
| China                  | Hunan TV                                       | 2015–2017                                  |
| China                  | Mango TV                                       | 2018 (apenas a 1ª semifinal)               |
| Colômbia               | Canal Nacional                                 | 1969                                       |
| Coreia do Sul          | Desconhecido                                   | 1974, 1981, 1990, 1992, 1998               |
| Coreia do Sul          | Korean Broadcasting System                     | 1975, 1991                                 |
| Costa Rica             | Telecentro Canal 6                             | 1969                                       |
| Costa Rica             | Telenac Canal 2                                | 1969                                       |
| Emirados Árabes Unidos | Serviço de rádio e televisão em cores de Dubai | 1978, 1981                                 |
| Egito                  | União de Rádio e Televisão Egípcia             | 1981                                       |
| Estados Unidos         | PBS                                            | 1971                                       |
| Estados Unidos         | Israeli Network                                | 2003–2004                                  |
| Estados Unidos         | Logo TV                                        | 2016–2018                                  |
| Estados Unidos         | WJFD-FM                                        | 2018–2019, 2023–2024                       |
| Estados Unidos         | Netflix                                        | 2019                                       |
| Estados Unidos         | Peacock                                        | 2021–2024                                  |
| Etiópia                | Corporação de Radiodifusão Etíope              | 1971                                       |
| Filipinas              | ABS-CBN                                        | 1972                                       |
| Ilhas Feroé            | Kringvarp Føroya                               | 2011, 2014, 2023                           |
| Gibraltar              | Gibraltar Broadcasting Corporation             | 2006–2007, 2008 (final)                    |
| Gronelândia            | Desconhecido                                   | 1977                                       |
| Gronelândia            | Kalaallit Nunaata Radioa                       | 2011, 2017                                 |
| Hong Kong              | Desconhecido                                   | 1971–1972, 1975, 1981                      |
| Hong Kong              | Rediffusion Television                         | 1977                                       |
| Hong Kong              | Television Broadcasts Limited                  | 1977–1978, 1979                            |
| Ilhas Maurícias        | Corporação de Radiodifusão de Maurícia         | 1971                                       |
| Jamaica                | Desconhecido                                   | 1971                                       |
| Japão                  | Desconhecido                                   | 1972-1973, 1975, 1978, 1989–1990           |
| Japão                  | Fuji Television                                | 1974                                       |
| Japão                  | NHK                                            | 2000                                       |
| Jordânia               | Corporação de Rádio e Televisão Jordana        | 1974–1978, 1981–1984, 1986–1988, 1995–1997 |
| Kosovo                 | Rádio-Televisão do Kosovo                      | 2016–2024                                  |
| Malásia                | TV3                                            | 1985                                       |
| Mauritânia             | Rádio Nacional                                 | 1971                                       |
| México                 | Desconhecido                                   | 1969                                       |
| Nova Zelândia          | Television New Zealand                         | 1992                                       |
| Nova Zelândia          | Triangle Television                            | 2009–2011                                  |
| Nova Zelândia          | BBC UKTV                                       | 2014–2016                                  |
| Panamá                 | Desconhecido                                   | 1969                                       |
| Peru                   | Zapping                                        | 2024                                       |
| Porto Rico             | WKAQ-AM                                        | 1968                                       |
| Porto Rico             | Desconhecido                                   | 1969                                       |
| Porto Rico             | MSN (online)                                   | 2003–2004                                  |
| Quênia                 | Corporação de Radiodifusão do Quénia           | 1971                                       |
| Serra Leoa             | Corporação de Radiodifusão de Serra Leoa       | 1971                                       |
| Suriname               | Algemene Televisie Verzorging                  | 2021                                       |
| Taiwan                 | Taiwan Television                              | 1972                                       |
| Tailândia              | Channel 4 Bang Khun Phrom                      | 1971–1972                                  |
| Trinidad e Tobago      | Televisão de Trinidad e Tobago                 | 1971                                       |
| Tunísia                | RTT                                            | 1968–1971, 1974, 1976–1978                 |
| Uganda                 | Corporação de Radiodifusão de Uganda           | 1971                                       |
| Zaire                  | Rádio-Televisão Nacional Congolesa             | 1972                                       |